# Římskokatolická farnost Zlonice
Římskokatolická farnost Zlonice je jedno z územních společenství římských katolíků v kladenském vikariátu pražské arcidiecéze s farním kostelem Nanebevzetí Panny Marie.

## Dějiny farnosti
Roku 1352 ve Zlonicích byla plebánie, po reformaci byla filiální k farnosti v Budyni nad Ohří. V roce 1654 byla zlonická farnost obnovena a dne 24. května 1916 zde bylo zřízeno děkanství, od 1. července 1994 opět pouze farnost. 
Matriky jsou zde vedeny od roku 1654.
Starší názvy farnosti: Zlonicium (lat.); Zlonitz (něm.).

## Kostely farnosti
| Kostel                            | Místo             | Bohoslužba                       |
| --------------------------------- | ----------------- | -------------------------------- |
| sv. Václava, zámek                | Budenice          |                                  |
| sv. Isidora                       | Jarpice           |                                  |
| sv. Floriána                      | Šlapanice         |                                  |
| sv. Václava                       | Hobšovice         |                                  |
| sv. Vavřince                      | Klobuky           |                                  |
| sv. Václava                       | Kmetiněves        |                                  |
| Stětí sv. Jana Křtitele           | Hospozín          |                                  |
| sv. Jana Nepomuckého              | Hospozínek        |                                  |
| sv. Jiří                          | Panenský Týnec    |                                  |
| Neposkvrněného početí Panny Marie | Úherce            |                                  |
| sv. Blažeje                       | Žerotín           |                                  |
| sv. Anny                          | Žerotín           |                                  |
| sv. Petra a Pavla                 | Peruc             |                                  |
| sv. Václava                       | Černochov         | ne 11:00                         |
| sv. Mikuláše a sv. Anny           | Telce             |                                  |
| Povýšení sv. Kříže                | Radonice nad Ohří |                                  |
| Narození Panny Marie              | Pátek             |                                  |
| sv. Jakuba Staršího               | Slavětín          |                                  |
| Navštívení Panny Marie            | Slavětín          |                                  |
| sv. Bartoloměje                   | Smolnice          |                                  |
| sv. Jana Nepomuckého              | Smolnice          |                                  |
| Nejsvětější Trojice               | Hříškov           |                                  |
| Narození sv. Jana Křtitele        | Vraný             | ne 08.00                         |
| Narození Panny Marie              | Páleč             |                                  |
| sv. Jiří                          | Lukov             |                                  |
| Panny Marie                       | Vraný             |                                  |
| Nanebevzetí Panny Marie           | Vrbno nad Lesy    |                                  |
| sv. Václava                       | Donín             |                                  |
| Nanebevzetí Panny Marie           | Zlonice           | ne 9.30 pá 18.00 v kapli na faře |
| Navštívení Panny Marie            | Páleček           |                                  |

## Osoby ve farnosti
- Mgr. Pavla Čandrlová DiS., samostatná pastorační asistentka